# Бесоба (могильник)
Бесоба — группа курганов эпохи бронзы (конца 2 тыс. лет до н. э.) близ аула Бесоба Каркаралинского района Карагандинской области Казахстана. Исследовались Центрально-Казахстанской археологической экспедицией в 1966 году (рук. А.Маргулан, А.Оразбаев). Имеют вид холмиков круглой формы, обложенных крупными каменными плитами. В центре кургана — могила, выложенная из крупных каменных плит в форме квадратного ящика. Трупоположение слегка согнутое — на боку, головой на запад. Среди находок — глиняная посуда с плоским дном и невысокими боковыми гранями, украшенная геометрическим орнаментом, характерным для андроновской культуры. Курганы аналогичны памятникам верхнего течения реки Нуры — Жамантас, Камкор, Млалыжал, Караоба, Жетимшокы, Карашокы. Данные памятники относятся к переходному периоду между атасуской и бегазы-дандыбаевской культурами Центрального Казахстана.
В 2015 году удалось вскрыть погребение знатной представительницы Нуринской  (Фёдоровской) археологической культуры, относящейся в бронзовому веку. Захоронение было разграблено еще в средневековье, тем не менее, в одном из вспомогательных сооружений кургана археологи нашли золотые украшения. Особый интерес ученых вызвали серьги с раструбом.